# Koszmosz–33
A Koszmosz–33 (oroszul: Космос–33) a szovjet Koszmosz műhold-sorozat tagja. Zenyit–2 típusú felderítő műhold.

## Küldetés
Optikai felderítést végzett, fényképezett.

## Jellemzői
A Vosztok űrhajóból az OKB–1 tervezőirodában kifejlesztett műhold.
1964. június 23-án a Bajkonuri űrrepülőtér indítóállomásról egy Vosztok–2 (8А92) típusú hordozórakétával juttatták alacsony Föld körüli pályára. A 89,2 perces, 65 fokos hajlásszögű, elliptikus pálya elemei: perigeuma 209 kilométer, apogeuma 266 kilométer volt. Hasznos tömege 4730 kilogramm. A sorozat felépítését, szerkezetét, alapvető fedélzeti rendszereit tekintve egységesített, szabványosított tudományos-kutató űreszköz. Áramforrása kémiai akkumulátor, szolgálati ideje maximum 12 nap.
Kamerái SZA-10 (0,2 méter felbontású), SZA-20 (1 méter felbontású) típusú eszközök voltak.
1964. július 1-jén leszállóegység 8 nap után, földi parancsra belépett a légkörbe és hagyományos módon – ejtőernyős leereszkedés – visszatért a Földre.